# Jim Eakins
James Scott Eakins, detto Jim (Sacramento, 24 maggio 1946), è un ex cestista statunitense, professionista nella ABA e nella NBA.

## Carriera
Venne selezionato dai San Francisco Warriors al quinto giro del Draft NBA 1968 (57ª scelta assoluta).

## Palmarès
- Campionato ABA: 2

Oakland Oaks: 1969
New York Nets: 1976
- ABA All-Star Game: 1

1974
- Nono migliore rimbalzista di sempre ABA
- Sesto giocatore con il maggior numero di partite giocate nella storia dell'ABA (652)
- Sesto per numero di stoppate di sempre ABA
- Ventiseiesimo miglior marcatore di sempre ABA
- Dodicesimo per numero di tiri liberi realizzati nella storia dell'ABA
- Trentaseiesimo per numero di assist di sempre ABA